# Chironomus melanotus
Chironomus melanotus is een muggensoort uit de familie van de dansmuggen (Chironomidae). De wetenschappelijke naam van de soort is voor het eerst geldig gepubliceerd in 1961 door Keyl.
Dat deze soort ook voorkomt in België werd in 1994 aangetoond na onderzoek van de kenmerkende reuzenchromosomen van de larven.